# Santa Amélia
Santa Amélia é um município brasileiro, situado no norte pioneiro do Paraná.

## História
Com o objetivo de formar um patrimônio, o pioneiro (Ângelo Pavan) adquiriu 2.800 alqueires de terra em 1938. Em caravana, os pioneiros partiram, no ano de 1939, para demarcar os lotes e iniciar a colonização da área onde se situa o município de Santa Amélia.
O primeiro edifício da cidade foi construído pelo pioneiro Luiz Jacobucci. E uma das Ruas do município também recebe o nome deste pioneiro.
Com IDH de 0,711 o município se encontra na faixa intermediária entre os municípios do Paraná.
A cidade conta com uma igreja católica, a Matriz São José, que junto de seu jardim e do calçadão formam os principais pontos turísticos do município.

## Geografia
A cidade possui uma área de 77.903 km², representando 0,0391% do Paraná, 0,0138% da região e 0,0009% de todo o território brasileiro. Localiza-se a uma latitude 23°15'57" sul e a uma longitude 50°25'26" oeste, estando a uma altitude de 500 metros. Sua população, conforme estimativas do IBGE de 2018, era de 3 385 habitantes.

### Demografia
- Urbana
  - Coletivos: 2
  - Particulares: 912
  - Ocupados: 809
  - Não ocupados: 101
  - De uso ocasional: 11
  - Fechados: 3
  - Vagos: 87
- Rural
  - Coletivos: 1
  - Particulares: 609
  - Ocupados: 608
  - Não ocupados: 382
  - De uso ocasional: 226
  - Fechados: 5
  - Vagos: 5

Densidade demográfica (hab./km²): 54,5
Índice de Desenvolvimento Humano (IDH-M): 0,711
- IDH-M Renda: 0,632
- IDH-M Longevidade: 0,706
- IDH-M Educação: 0,795

## Administração
- Prefeito:  Antonio Carlos Tamais (2025/2028)
- Vice-prefeito: Inivaldo Baptista
- Presidente da Câmara Municipal:  Rafael Abner Severino (2025/2026)